# Hauhechelspanner
Der Hauhechelspanner (Aplasta ononaria) ist ein Schmetterling (Nachtfalter) aus der Familie der Spanner (Geometridae).

## Merkmale

### Falter
Die Flügelspannweite der Falter einer ersten Generation beträgt 20 bis 29 Millimeter, diejenigen der wesentlich kleineren zweiten Generation nur 15 bis 18 Millimeter. Die Vorderflügel sind ocker oder gelbgrau gefärbt und mehr oder weniger rötlich bestäubt. Die Querlinien sind zuweilen als dünne rote Binden angelegt, können aber auch sehr undeutlich sein. Die Hinterflügel ähneln in Farbe und Zeichnung den Vorderflügeln. Die Fühler  der Männchen sind sehr kurz bewimpert.

### Raupe, Puppe
Die Raupen sind kurz und gedrungen, nach vorne verjüngt, samtartig behaart und haben eine grünliche Färbung. Sie besitzen eine dunkle, unterbrochene Rückenlinie, eine gewellte gelbliche Seitenlinie sowie kleine dunkle Punktwarzen.
Charakteristisches Merkmal der Puppe ist die kräftige grüne Farbe, die von bräunlichen Flügelscheiden und kleinen schwarzen Warzen unterbrochen wird.

## Geographische Verbreitung und Lebensraum
Die Verbreitung der Art erstreckt sich durch weite Teile Europas (mit Ausnahme Fennoskandinaviens) und weiter östlich bis in die Türkei, die Levante, den Iran, den Irak sowie nach Armenien und zum Kaukasus. In den Südalpen steigt sie bis auf etwa 1000 Meter, in den spanischen Gebirgen bis auf 2200 Meter. Der Hauhechelspanner bewohnt überwiegend trockene und warme Gebiete, in denen die Nahrungspflanzen der Raupen vorkommen, dazu gehören Trockenrasenflächen und Steppenheiden.

## Lebensweise
Die tag- und nachtaktiven Falter erscheinen in zwei Generationen, deren Hauptflugzeiten in den Monaten Juni und Juli bzw. August und September liegen. Die zweite Generation wird jedoch nur in klimatisch günstigen Gegenden gebildet. Beide Geschlechter fliegen künstliche Lichtquellen etwa in gleichem Verhältnis zueinander an. Die Raupen ernähren sich von verschiedenen Hauhechelarten (Ononis). Davon leitet sich auch der wissenschaftliche Name der Art aus der lateinischen Sprache ab.

## Gefährdung
Der Hauhechelspanner kommt in den meisten deutschen Bundesländern vor, ist jedoch gebietsweise selten und wird auf der Roten Liste in Kategorie 3 (gefährdet) geführt.